# Габон на Олимпијским играма
Габон се први пут појавио на Олимпијским играма 1972. године. Пауза је направљена до 1984. године и од тада је Габон слао своје спортисте на све наредне Летње олимпијске игре. Да сада је укупно учествовао девет пута.
Прву и једину медаљу до данас за Габон је освојио Антони Обам у Лондону 2012, када је у дисциплини теквондоа преко 80 кг освојио сребрну медаљу.
На Зимским олимпијским играма Габон никада није учествовао.
Национални олимпијски комитет Габона (Comité Olympique Gabonais) је основан 1965. а примљен у МОК 1968. године.

## Медаље

### Учешће и освојене медаље на ЛОИ
| Учешће и освојене медаље Габона на ЛОИ |                       |                       |                       |                       |                       |                       |                       |                       |                       |                       |
| ЛОИ                                    | Носилац заставе       | Учешће                | Муш.                  | Жене                  | спорт.                | Злато                 | Сребро                | Бронза                | Укупно                | Пласман               |
| 1972. Минхен                           | Матијас Мусобу        | 1                     | 1                     | 0                     | 1                     | 0                     | 0                     | 0                     | 0                     |                       |
| 1976. Монтреал                         | Габон није учествовао | Габон није учествовао | Габон није учествовао | Габон није учествовао | Габон није учествовао | Габон није учествовао | Габон није учествовао | Габон није учествовао | Габон није учествовао | Габон није учествовао |
| 1980. Москва                           | Габон није учествовао | Габон није учествовао | Габон није учествовао | Габон није учествовао | Габон није учествовао | Габон није учествовао | Габон није учествовао | Габон није учествовао | Габон није учествовао | Габон није учествовао |
| 1984. Лос Анђелес                      | Одет Мистул           | 4                     | 2                     | 2                     | 2                     | 0                     | 0                     | 0                     | 0                     |                       |
| 1988. Сеул                             |                       | 2                     | 1                     | 1                     | 2                     | 0                     | 0                     | 0                     | 0                     |                       |
| 1992. Барселона                        |                       | 5                     | 4                     | 1                     | 3                     | 0                     | 0                     | 0                     | 0                     |                       |
| 1996. Атланта                          |                       | 7                     | 6                     | 1                     | 3                     | 0                     | 0                     | 0                     | 0                     |                       |
| 2000. Сиднеј                           | Mélanie Engoang       | 5                     | 3                     | 2                     | 3                     | 0                     | 0                     | 0                     | 0                     |                       |
| 2004. Атина                            | Mélanie Engoang       | 5                     | 3                     | 2                     | 3                     | 0                     | 0                     | 0                     | 0                     |                       |
| 2008. Пекинг                           | Mélanie Engoang       | 4                     | 2                     | 2                     | 3                     | 0                     | 0                     | 0                     | 0                     |                       |
| 2012. Лондон                           | Руди Занг Милама      | 28                    | 26                    | 2                     | 5                     | 0                     | 1                     | 0                     | 1                     | = 69                  |
| 2016. Рио де Жанеиро                   |                       |                       |                       |                       |                       |                       |                       |                       |                       |                       |
| 2020. Токио                            |                       |                       |                       |                       |                       |                       |                       |                       |                       |                       |
| 2024. Париз                            |                       |                       |                       |                       |                       |                       |                       |                       |                       |                       |
| 2028. Лос Анђелес                      | предстојећи догађај   |                       |                       |                       |                       |                       |                       |                       |                       |                       |
| 2032. Бризбејн                         | предстојећи догађај   |                       |                       |                       |                       |                       |                       |                       |                       |                       |
| Укупно 9 (11)                          |                       | 61                    | 48                    | 13                    |                       | 0                     | 1                     | 0                     | 1                     |                       |

### Освајачи медаља на ЛОИ
| Медаља | Име         | Игре         | Спорт    | Дисциплина    |
| ------ | ----------- | ------------ | -------- | ------------- |
|        | Антони Обам | 2012. Лондон | Теквондо | преко 80 кг М |

### Преглед учешћа спортиста и освојених медаља Габона по спортовима на ЛОИ
Стање после ЛОИ 2012.
| Спорт      | Период | Период   | Укупно | Мушки | Жене |   |   |   |   |
| Спорт      | Прво   | Последње | Укупно | Мушки | Жене |   |   |   |   |
| ---------- | ------ | -------- | ------ | ----- | ---- | - | - | - | - |
| Атлетика   | 1984   | 2012     | 11     | 6     | 5    | 0 | 0 | 0 | 0 |
| Бокс       | 1972.  | 2012     | 12     | 12    | 0    | 0 | 0 | 0 | 0 |
| Теквондо   | 2008   | 2012     | 2      | 2     | 0    | 0 | 1 | 0 | 1 |
| Фудбал     | 2012   | 2012.    | 22     | 22    | 0    | 0 | 0 | 0 | 0 |
| Џудо       | 1992.  | 2012     | 5      | 2     | 3    | 0 | 0 | 0 | 0 |
| Укупно (5) |        |          | 52     | 44    | 8    | 0 | 1 | 0 | 1 |

Разлика у горње две табеле настала је у овој табели јер је сваки спортиста без обриза колико је пута учествовао на играма и у колико разних дисциплина и спортова на истим играма рачунат само једном.

## Занимљивости
- Најмлађи учесник: Милер Денда, 16 година и 309 дана Лондон 2012. фудбал
- Најстарији учесник: Mélanie Engoang, 36. година и 26 дана Атина 2004. џудо
- Највише учешћа: 4 Mélanie Engoang (1992,1996, 2000. и 2004.)
- Највише медаља: 1 Антони Обам Лондон 2012. теквондо
- Прва медаља:Антони Обам Лондон 2012. теквондо
- Прво злато:
- Најбољи пласман на ЛОИ: = 69  2012.
- Најбољи пласман на ЗОИ: -